# Wiktory 1997
Nagrody Wiktorów za 1997 rok.

## Lista laureatów
- Leszek  Balcerowicz
- Marek  Kondrat
- Budka  Suflera (Krzysztof  Cugowski, Romuald  Lipko, Tomasz Zeliszewski, Marek Raduli, Mieczysław Jurecki)
- Krystyna Czubówna
- Piotr Najsztub
- Jacek Żakowski
- Maria Wiernikowska
- Krzysztof Hołowczyc
- Iwona Schymalla
- Super Wiktory:
  - Wojciech Młynarski
  - Marek Kondrat
  - Bogusław Wołoszański
  - Maryla Rodowicz
  - Jane Seymour